# Charles Samuel Keene
Charles Samuel Keene, född 10 augusti 1831, död 4 januari 1891, var en brittisk tecknare och grafiker.
Keene verkade från 1851 som tecknare i Punch och skildrade med älskvärd humor och skarp iakttagelse den engelska medelklassens och den lägre stadsbefolkningens liv och vanor. En samling av Keenes teckningar, Our people utkom 1881.